# Matthieu Ier Tchouhadjian
Matthieu Ier Tchouhadjian (en arménien :  Մատթևոս Ա Չուհաճյան, Matt̕ewos A Čowhač̣yan), Matthieu Ier de Constantinople  ou Matt‘ēos Ier Kostandnupolsec‘i (en arménien : Մատթևոս Ա Կոնստանդնուպոլսեցի, Matt̕ewos A Konstandnowpolsec̕i) Né à Constantinople il est élu comme successeur du catholicos Nersès V de Église apostolique arménienne en 1858 qui durera jusqu'à sa mort en 1865.

## Biographie
Devenu Vardapet en 1826, sous l'ordre du patriarche arménien de Constantinople et de Jérusalem il publie avec Grigor Peshtimalchyan (hy) Հայսմավուրք (hy) (1834). Matthieu 1er de Constantinople devient évêque en 1838 et de 1835-1841 évêque de Boursia, Zmurnia (1841-1844) et de Nikodemia.
Matthieu Tchouhadjian (ou Tchoukhadjian) était membre du Patriarche arménien de Constantinople de 1844 à 1848.
Le 15 mai 1858, il devient Catholicos après la mort de Nersès V d'Achtarak et il est consacré le 15 août suivant. Peu après son élection, il adresse une lettre au prince Alexandre Bariatinski pour évoquer les conditions de vie désastreuses des Arméniens de l’Empire ottoman, particulièrement en Anatolie où ils sont victimes des Kurdes. 
Défenseur de l'Orthodoxie, il publie «Բարի մարդ և բարի քրիստոնյա»,où il condamne ouvertement les protestants et les catholiques arméniens.